# Pärlor (Nordmans musikalbum)
Pärlor är ett samlingsalbum med musikgruppen Nordman, vilket släpptes 2008.

## Låtlista
1. Ödet var min väg
2. Be mig
3. Förlist
4. Vila hos dig
5. Allt eller ingenting
6. Se horisonten
7. Ta mig för den jag är
8. Ge mig tid
9. Ensamvarg
10. Känner du ljuset
11. Då var en annan tid
12. Livet tar det livet ger

## Kompositörer
Musik: Mats Wester utom 
- "Förlist", "Allt eller ingenting" och "Känner du ljuset" av Mats Wester/Håkan Hemlin

- "Ge mig tid" av Mats Wester/Oscar Söderberg

Text:
- "Allt eller ingenting, "Se horisonten", "Ensamvarg", "Känner du ljuset" och "Då var en annan tid" av Danne Attlerud

- "Ödet var min väg", "Vila hos dig", "Ta mig för den jag är" och "Livet tar det livet ger av Mats Wester/Danne Attlerud

- "Ge mig tid" av Mats Wester/Danne Attlerud/Oscar Söderberg

- "Be mig" av Py Bäckman

- "Förlist" av Lars Sahlin